# Ceresium rotundicolle
Ceresium rotundicolle là một loài bọ cánh cứng trong họ Cerambycidae.